# Tòng Đậu
Tòng Đậu là một xã thuộc huyện Mai Châu, tỉnh Hòa Bình, Việt Nam.
Xã Tòng Đậu có diện tích 19,65 km², dân số năm 1999 là 2624 người, mật độ dân số đạt 134 người/km².